# Mjösjön (Sidensjö socken, Ångermanland)
Mjösjön är en sjö i Örnsköldsviks kommun i Ångermanland och ingår i Nätraåns huvudavrinningsområde. Sjön har en area på 0,29 kvadratkilometer och ligger 205 meter över havet.

## Delavrinningsområde
Mjösjön ingår i det delavrinningsområde (702224-161558) som SMHI kallar för Utloppet av Mjösjön. Medelhöjden är 254 meter över havet och ytan är 3,79 kvadratkilometer. Det finns inga avrinningsområden uppströms utan avrinningsområdet är högsta punkten. Vattendraget som avvattnar avrinningsområdet har biflödesordning 4, vilket innebär att vattnet flödar genom totalt 4 vattendrag innan det når havet efter 39 kilometer. Avrinningsområdet består mestadels av skog (90 procent). Avrinningsområdet har 0,29 kvadratkilometer vattenytor vilket ger det en sjöprocent på 7,7 procent.